# Утапи
Утапи (на африкаанс: Uutapi; на английски: Outapi и Ombalantu, наричан още Омбаланту) е град в северна Намибия разположен в близост до границата с Ангола. Административен център на регион Омусати. Населението е 6437 души (по данни от 2011 г.).
В бившата база на Южноафриканската армия се намира боабабовото дърво Омуква, чийто огромен кух ствол бил използван в миналото за поща, параклис, магазин за кафе, а по-късно е занаятчийски магазин.

## Побратимени градове
- Виндхук, Намибия от 17 април 2002 г.